# Robinson Tejeda
Robinson Tejeda, né le 24 mars 1982 à Baní en République dominicaine, est un lanceur droitier de baseball évoluant en Ligue majeure de baseball chez les Indians de Cleveland. 

## Carrière
Robinson Tejeda est recruté comme agent libre amateur par les Phillies de Philadelphie le 4 novembre 1998. Il débute en Ligue majeure le 10 mai 2005. 
Il est transféré chez les Rangers du Texas le 1er avril 2006 avant de passer chez les Royals de Kansas City le 24 juin 2008. Il travaille de moins en moins comme lanceur partant et est davantage utilisé comme releveur au cours de ses trois saisons et demie à Kansas City.
Le 3 janvier 2012, il signe un contrat des ligues mineures avec les Indians de Cleveland.